# Anton Gapp

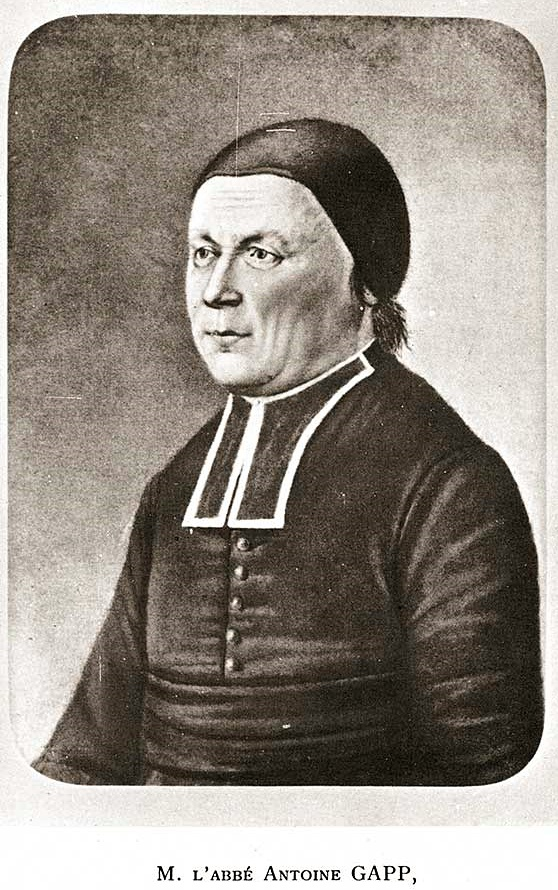
Pfarrer Anton Gapp

Anton Gapp, auch Antoine Gapp (* 1. Januar 1766 in Oermingen, Elsass; † 27. März 1833 in Forbach) war ein französischer katholischer Priester des  Bistums Metz bzw. des Bistums Mainz und Gründer des Ordens der Vorsehungsschwestern von Peltre (Sœurs de la Providence de Saint-André de Peltre).  

## Leben und Wirken
Er stammte aus Oermingen im Krummen Elsass und wollte Geistlicher werden. Anton Gapp besuchte die Schule des vormaligen Jesuitenkollegs in Bockenheim/Elsass (heute Sarre-Union), dann das Priesterseminar St. Simon zu Metz. Infolge der Französischen Revolution floh er aus seinem Vaterland und wurde am 24. September 1791 in Trier zum Priester geweiht. Gapp ging dann in seine Heimat zurück und wirkte hier unter beständiger Lebensgefahr in seinem Amt. Mehrfach musste er als 
Eidverweigerer flüchten, einmal sogar bis in die Schweiz. Schließlich lebte er ab 1794 drei Jahre als Priester in Tirol, bevor er endgültig nach Frankreich zurückkehren konnte. Ab 1797 amtierte er in seinem Geburtsort, 1801 und 1802 war er Pfarrer in Gosselming, 1802 bis 1803 in Kalhausen. 1803 wurde er Pfarrer in Hottviller, wo er bis 1808 blieb.
Als Folge der Revolution war unter der Jugend eine enorme religiöse Unkenntnis entstanden. Pfarrer Gapp hegte die Überzeugung, dass besonders die jungen Mädchen, als  Erzieherinnen der zukünftigen Generationen, einer fundierten religiösen Erziehung bedurften. Deshalb erwarb er gleich bei seiner Amtsübernahme in Hottviller ein bescheidenes Haus, um darin eine Mädchenschule zu gründen. 1805 ernannte er zwei junge Frauen als Lehrerinnen.
Im neugegründeten französischen Großbistum Mainz versuchte Bischof Joseph Ludwig Colmar einen Schwesternorden zur Erziehung der weiblichen Jugend zu gründen, der genau den Intentionen Gapps entsprach. Er konnte diesen zur Ordensgründung in Homburg gewinnen, das damals zum Mainzer Sprengel zählte. Am 19. November 1806 erhielten die beiden Lehrerinnen der bisherigen Mädchenschule ein Ordenskleid und legten ihre Gelübde ab. Sie waren die ersten Mitglieder der neuen, in Homburg gegründeten Kongregation, der „Schwestern der göttlichen Vorsehung“. Als Mutterhaus kaufte man die dortige Ruine des Palais Salabert an, die zu diesem Zweck umgebaut wurde. 1808 bis 1811 lehrte Anton Gapp am Priesterseminar Metz, bevor er 1811 das Amt des Pfarrers von Kirrberg in der Diözese Mainz antrat. So befand er sich in unmittelbarer Nähe des neuen Klosters.
1816 fielen Homburg und Kirrberg, als Teil des Rheinkreises, politisch an das Königreich Bayern. Bischof Colmar wandte sich deshalb zur Genehmigung der Ordenssatzungen an den mit ihm befreundeten König Max I. Joseph, der diesen mit Datum vom 25. Februar 1818 zustimmte. Da die bayerische Regierung unter Maximilian von Montgelas der Entwicklung des jungen Ordens mehrfach Schwierigkeiten bereitete, verlegte Pfarrer Gapp nach dem Tod Bischof Colmars († 15. Dezember 1818) das Mutterhaus Ende 1821 nach Forbach, in seine Heimatdiözese Metz. Dort etablierte sich die Kongregation im Schloss der Grafen von Strahlenheim. Das ehemalige Salabertsche Palais mit 12 Morgen Land überließ Anton Gapp der nun zum 1818 wiedergegründeten Bistum Speyer zählenden Pfarrei Homburg, zwecks Neubau oder  Vergrößerung der örtlichen Kirche.
Gapp übernahm 1821 die bei Forbach gelegene Pfarrei Hombourg-Haut mit Freyming, welche er bis zu seinem Lebensende betreute. Gleichzeitig fungierte er als Superior des Schwesternordens. Er starb 1833 im Mutterhaus zu Forbach und wurde dort beigesetzt. Hier ist heute die Rue Abbé Antoine Gapp nach ihm benannt. 
1839 erfolgte die Verlegung des Ordenssitzes von Forbach nach Peltre. Bei Ausbruch des Zweiten Weltkrieges zählte die Gemeinschaft über 1.000 Schwestern. 1956 feierte der Orden sein 150. Gründungsjubiläum und wurde eine Gemeinschaft Päpstlichen Rechtes. 1990 hatte die Kongregation noch 500 Mitglieder. In Deutschland ist sie derzeit u. a. mit mehreren Niederlassungen im Bistum Trier vertreten.